# ロシアサッカー連合
ロシアサッカー連合（ロシアサッカーれんごう、ロシア・サッカー同盟、露: Российский Футбольный Союз, 略称: РФС (RFS)、英: Russian Football Union, 略称: RFU）は、ロシアにおけるサッカーを統括する団体。ロシア・プレミアリーグやサッカーロシア代表などを運営しており、本部は首都モスクワに置かれる。

## 概要
ロシア帝国時代の1912年に、全ロシアサッカー連合（全ロシア・サッカー同盟）として発足した。1917年から1992年までの時期のロシアのサッカーは、ソビエト連邦サッカー連盟が統括していた。